# 土成村
土成村（どなりそん）は、徳島県阿波郡にあった村。1955年（昭和30年）に合併して板野郡土成町になり消滅。

## 歴史
- 1889年10月1日 - 町村制施行に伴い、旧来の土成村、秋月村、郡村、浦池村、成当村、水田村が合併し発足。
- 1955年3月31日 - 板野郡御所村と合併し、板野郡土成町になる。

## 参考
- 『市町村名変還辞典』東京堂出版、1990年。
- 『最新ふるさとマップ』徳島新聞社発行、1982年。